# Ivan Poddubnîi
Ivan Maximovici Poddubnîi (în rusă Ива́н Макси́мович Подду́бный, in ucraineană Іва́н Максимович Підду́бний; n. 8 octombrie S.V. 26 septembrie 1871, satul Bogoduhovka, județul Zolotonoșskii, Gubernia Poltava, Imperiul Rus - d. 8 august 1949) a fost un luptător ucrainean, rus și sovietic, atlet și artist de circ, originar din neamul cazacilor zaporojeni. A fost unul dintre cei mai proeminenți luptători profesioniști din lume. A câștigat câteva „campionate mondiale” în lupta clasică (greco-romană) printre profesioniști, inclusiv pe cel mai important dintre ele - Campionatul de la Paris (1905-1908). Deși a pierdut unele lupte, el nu a pierdut niciun concurs, campionat sau turneu timp de 40 de ani.

## Biografie
Ivan Poddubnîi s-a născut în anul 1870 în satul Bogoduhovka, județul Zolotonoșskii, Gubernia Poltava (acum raionul Ciornobai, regiunea Cerkasî, Ucraina) în familia cazacului zaporojean Maxim Ivanovici Poddubnîi. Toată familia sa era renumită pentru forța sa. Ivan, de asemenea, a moștenit de la strămoșii săi o înălțime mare, o forță fenomenală și o rezistență extraordinară, dar pe linia mamei sale, care cânta frumos, avea un auz muzical deosebit. În copilărie, în zilele de duminică și de sărbători, cânta în corul bisericii. Încă din copilărie, Ivan era obișnuit cu munca grea de țăran, iar de la vârsta de 12 ani a lucrat ca muncitor sezonier. Tatăl, Maxim Ivanovici însuși a avut o înălțime de bogatâr și o putere herculeană. După mulți ani, Poddubnîi a spus, că singura persoană care este mai puternică decât el este doar tatăl său.
În 1893-1896 a fost hamal în portul din Sevastopol și Feodosia.
În perioada 1896-1897 a lucrat în calitate de manager în firma "Livas".
În 1896, în circul din Feodosia, Bescaravainîi, Ivan Poddubnîi a învins foarte renumiți pe atunci, atleții - Georg Lurich, Borodanov, Razumov, italianul Pappi. De atunci, și-a început cariera sa de luptător.

## Carieră sportivă
Una dintre cele mai importante confruntări ale lui Ivan Poddubnîi a fost cu luptătorul francez Raoul le Boucher. Prima lor luptă s-a încheiat cu o victorie pentru francez, deoarece Le Boucher a folosit metoda necinstită de a evita prizele lui Poddubnîi. Acesta și-a uns corpul cu ulei și a reușit să întindă lupta. La sfârșitul disputei judecătorii i-au dat câștig cu formularea "pentru evadări frumoase și cu pricepere din tehnicile periculoase". Decizia judecătorilor a provocat furia publicului, iar Poddubnîi a fost atât de puternic șocat de judecarea  necinstită, încât se gândea să se retragă din lupta profesională. Cu toate acestea, sprijinul prietenilor și al colegilor l-a motivat pe Poddubnîi  revanșeze la turneul din Sankt-Petersburg. Acesta l-a imobilizat pe francez timp de 20 minute, fiind prins într-o poziție nefavorabilă. Arbitrii au dat victorie lui Ivan Poddubnîi.
La începutul lunii mai 1915 l-a învins pe campionul Alexander Garkavenko ("Masca Neagră"), iar două zile mai târziu pe un alt campion - Ivan Zaikin. 
La 23 februarie 1926 toate sursele informaționale anunțau despre victoriile lui Ivan Poddubnîi în Statele Unite ale Americii. A devenit campion al Americii la vârsta de  ani. Ivan Podudubnîi, de șase ori Campion mondial printre profesioniști a impresionat lumea întreagă, atât prin puterea și abilitățile sale fenomenale, cît și prin  longevitatea sportivă.
În 1927 l-a învins pe faimosul luptător Mikhail Kulikov.